# Folke Ericsson byggnads AB

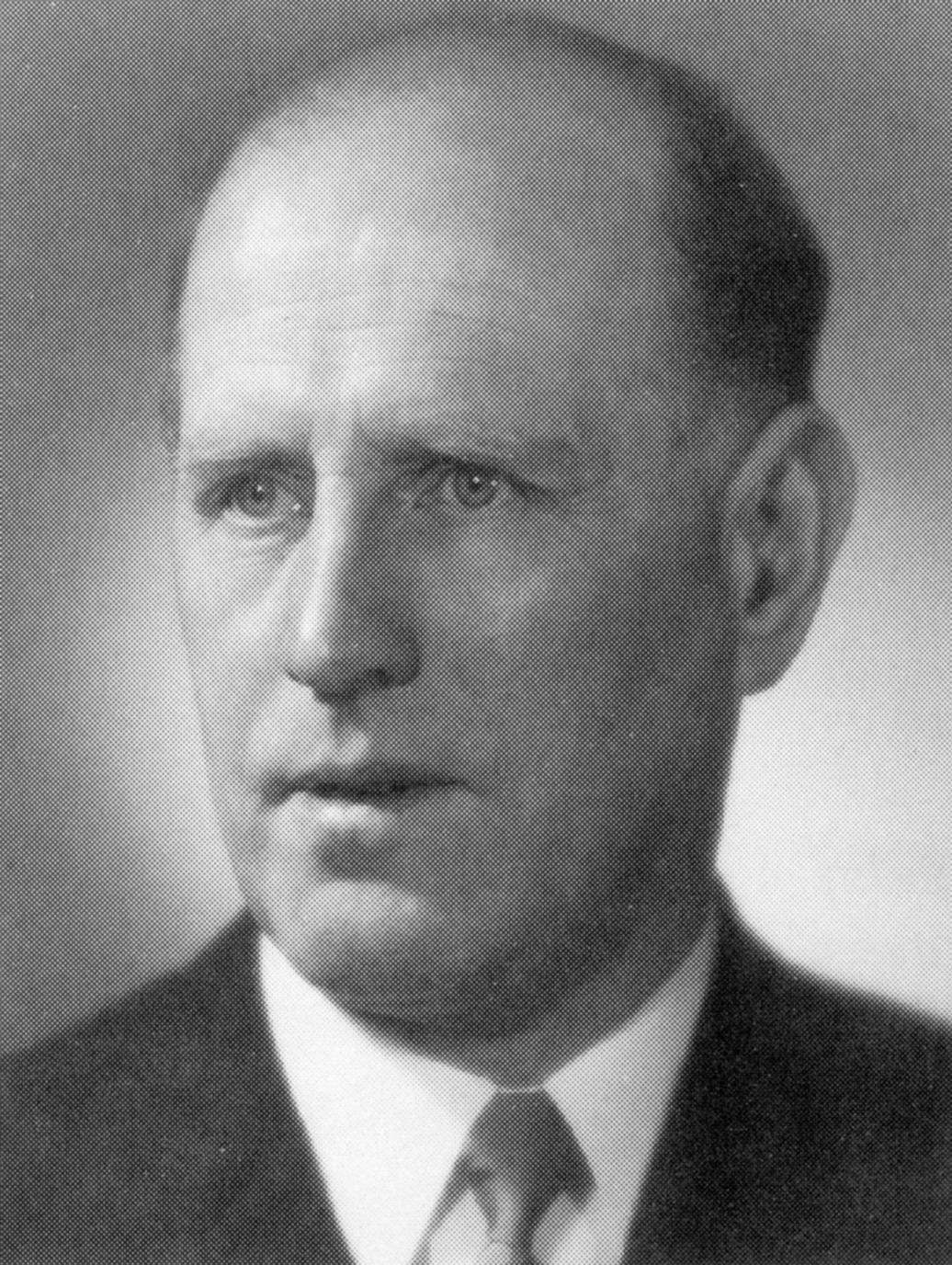
Folke Ericsson (1905–1998).

Folke Ericsson byggnads AB var en byggnadsfirma grundad av Erik Folke Ericsson i Stockholm som existerade mellan 1943 och 1998. Sedan 1998 är firman namnändrad till Lennart Ericsson Fastigheter AB som bildades av Folke Ericssons son Lennart.

## Historik

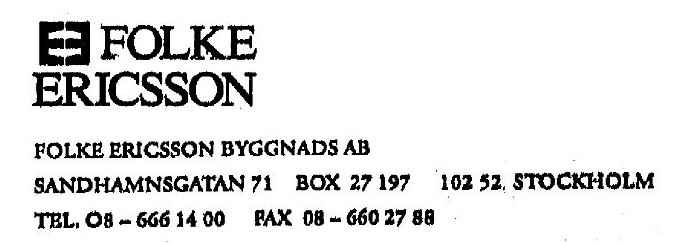
Folke Ericssons logo och adress på en arkitektritning.

Byggnadsfirman Folke Ericsson registrerades 1943 i Stockholm av bygg- och murmästaren Erik Folke Ericsson. Han föddes 1905 i Lerbäck, Örebro län som son till byggmästaren Gustav Otto Ericsson. Folke Ericsson var verksam som byggnadssnickare i Örebro och som timmerman i Stockholm fram till 1937. Efter starten av den egna byggverksamheten var Ericsson främst inriktad på uppförandet av bostads- och kontorshus i egen regi men tog även uppdrag från kommunala och privata beställare. Hans första större bygge var 18 lägenheter på Bäckvägen 147–149 i stadsdelen Hägerstensåsen. Det följdes 1951 av fastigheten Störtloppet 3 i Västertorp, ett affärs och bostadshus nära Västertorpsplan, ritat av Ancker-Gate-Lindegren arkitektkontor. 1952 bildade han tillsammans med Karl Holmberg Holmberg & Ericsson Byggnads AB (HEBA) som fortfarande existerar.
År 1968 omvandlades firman till aktiebolag. Vid den tiden byggde Folke Eriksson bland annat Hägerstensbrinkens radhusområde tillsammans med konkurrenten John Mattson. 1988 bildades dotterbolagen Folke Ericsson Bygg AB och Folke Ericsson Förvaltnings AB med uppgift att bedriva entreprenadverksamhet samt fastighetsförvaltning. 1992 förvärvade moderbolaget Folke Ericsson Byggnads AB bland annat förvaltningsbolaget Hagsätra Centrum AB och blev därmed ägare av Hagsätra centrum. Året därpå flyttade man huvudkontoret från Sandhamnsgatan 71 till den egna kontorsfastigheten Danvikcenter som var ett av företagets största byggen, uppfört 1986 huvudsakligen för Viking Line.
År 1996 avyttrades större delen av fastighetsbeståndet till Fabege. 1998 avled Folke Ericsson och samma år såldes Folke Ericsson Bygg AB till norska Selmer ASA. Samtidigt namnändras Folke Ericsson Byggnads AB till Lennart Ericsson Fastigheter AB och Folke Ericsson Förvaltnings AB till Lennart Ericsson Projektutveckling AB. Bakom företagen står Folke Ericssons son, Lennart S Ericsson (född 1940). Han var sedan 1971 anställd i Folke Ericssons byggnads AB och fram till 1998 företagets verkställande direktör. Lennart Ericsson Fastigheter AB är numera ett renodlat fastighetsbolag med förvaltning av egna och externa fastigheter som huvuduppgift.

## Bilder (byggnader i urval)

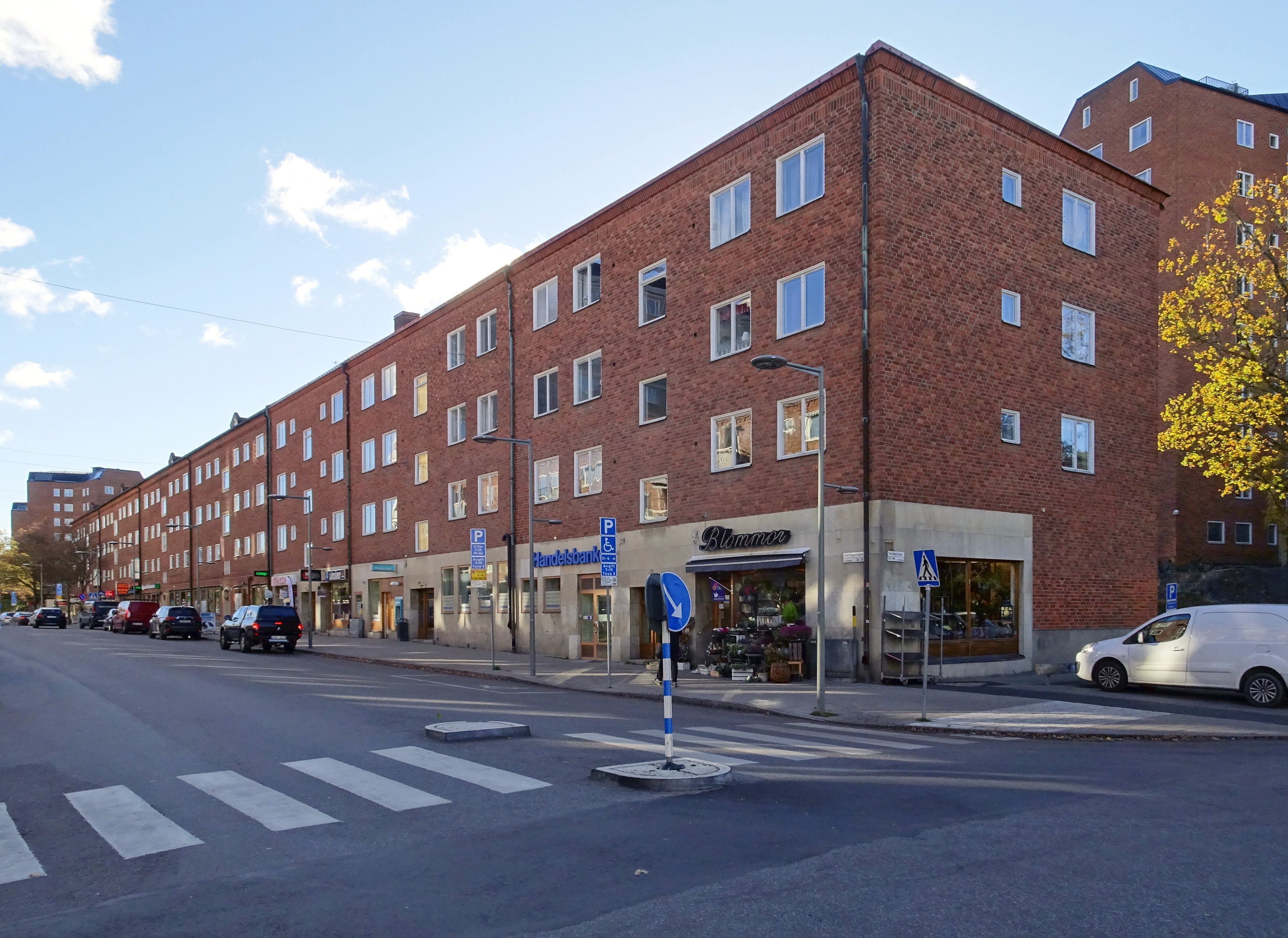
Störtloppsvägen 13–25 (1951).
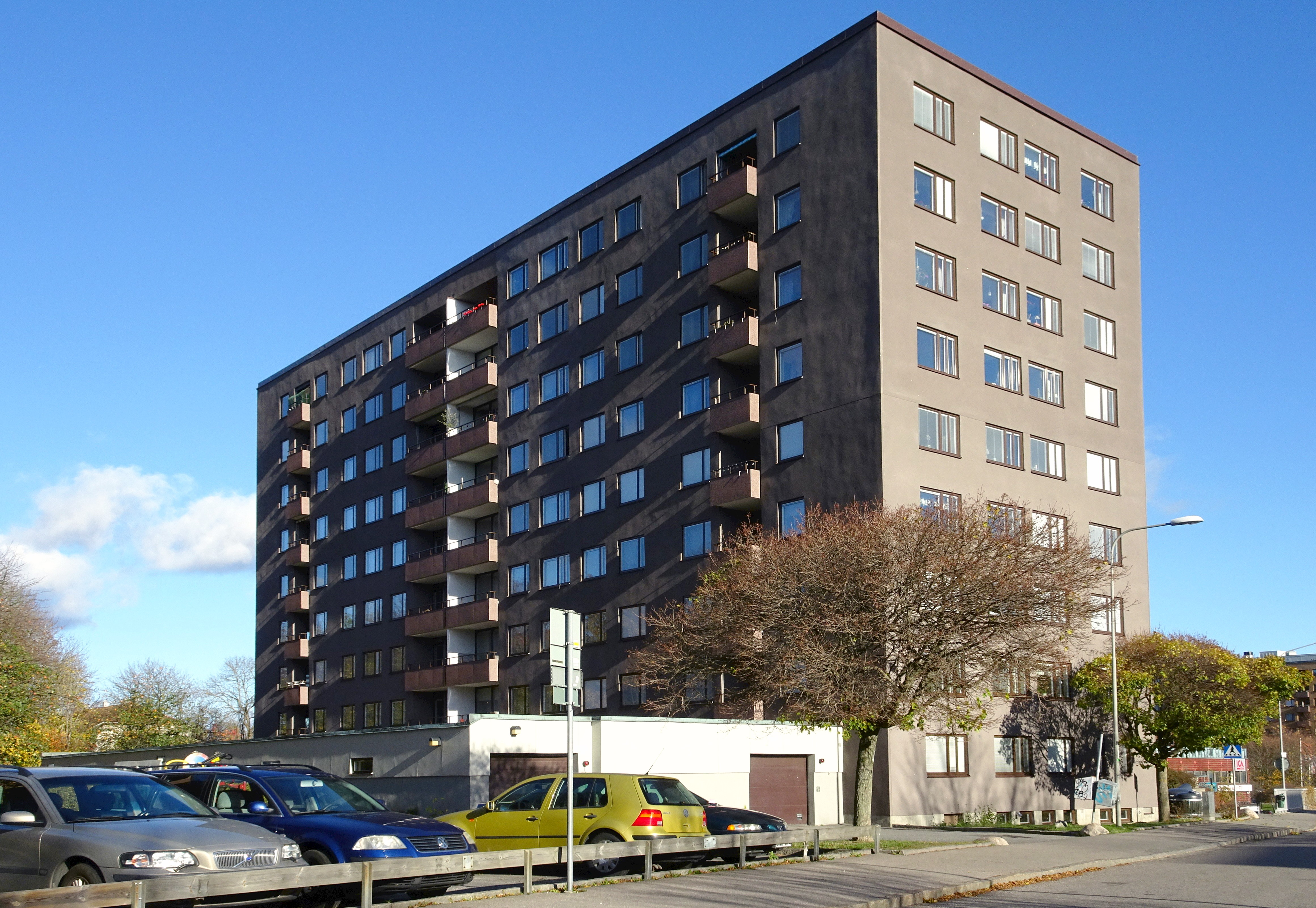
Selmerdalsvägen 40–52 (1970).
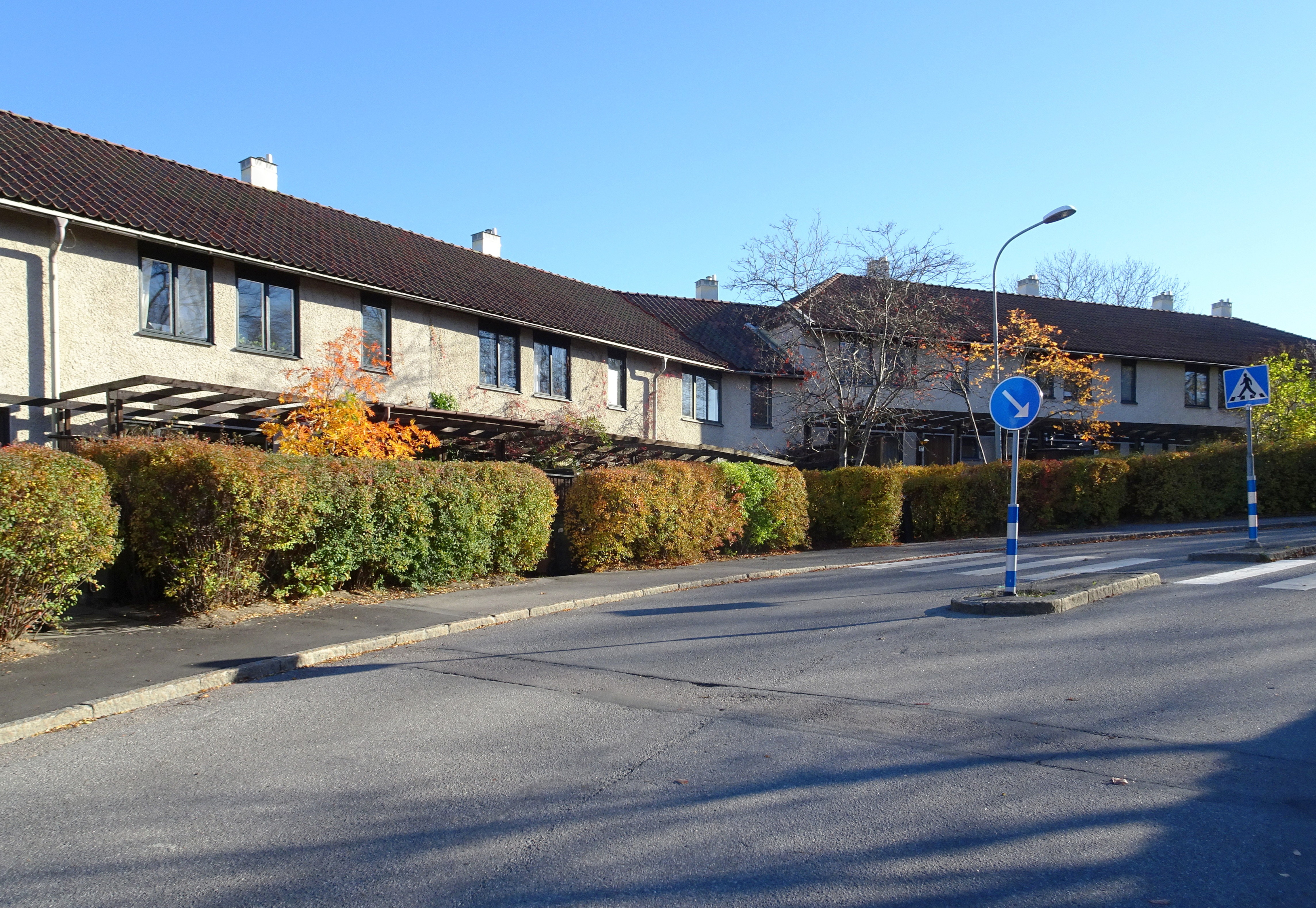
Hägerstensbrinkens radhusområde (1970).
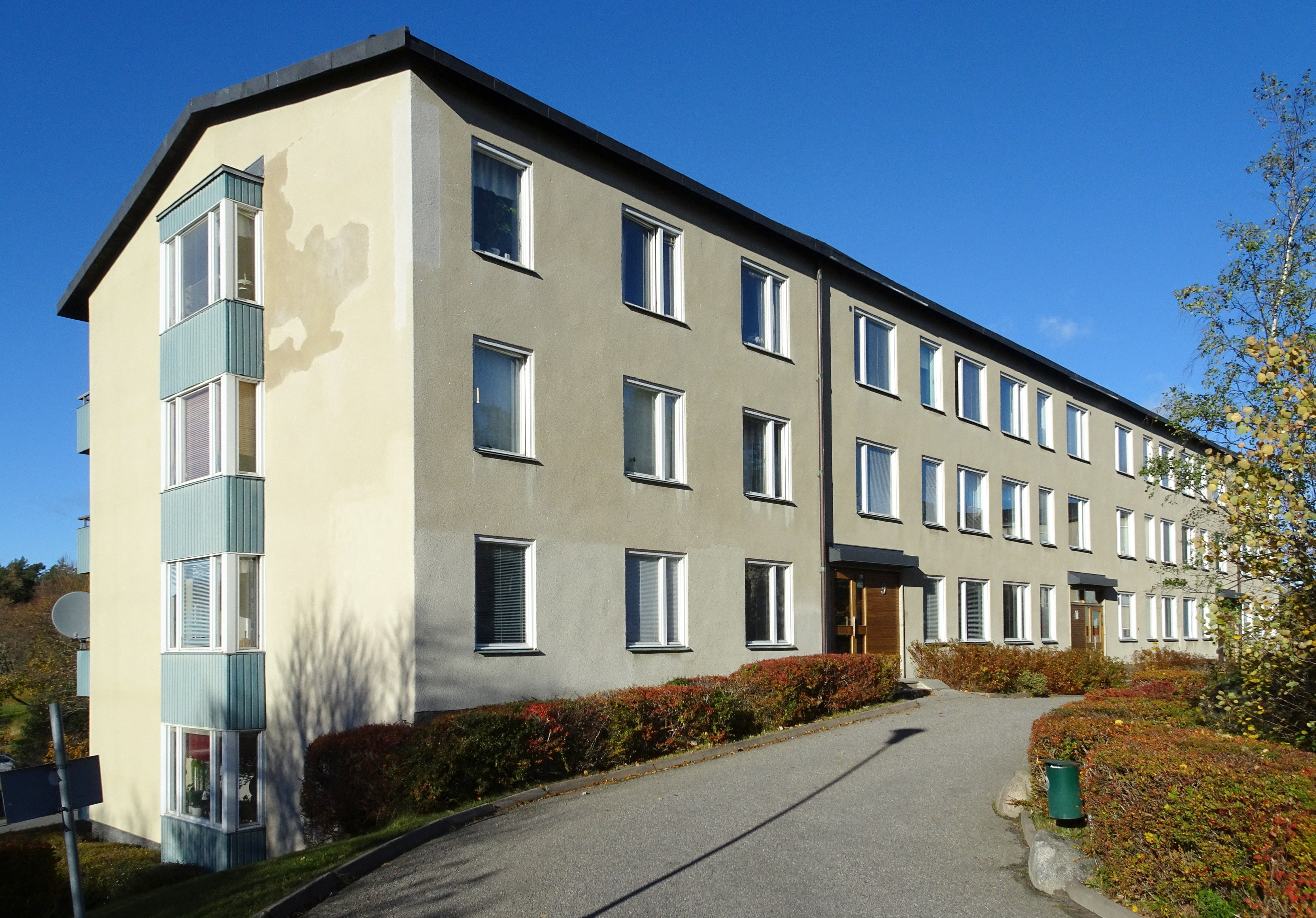
Hållsätrabacken 9–11 (1964).
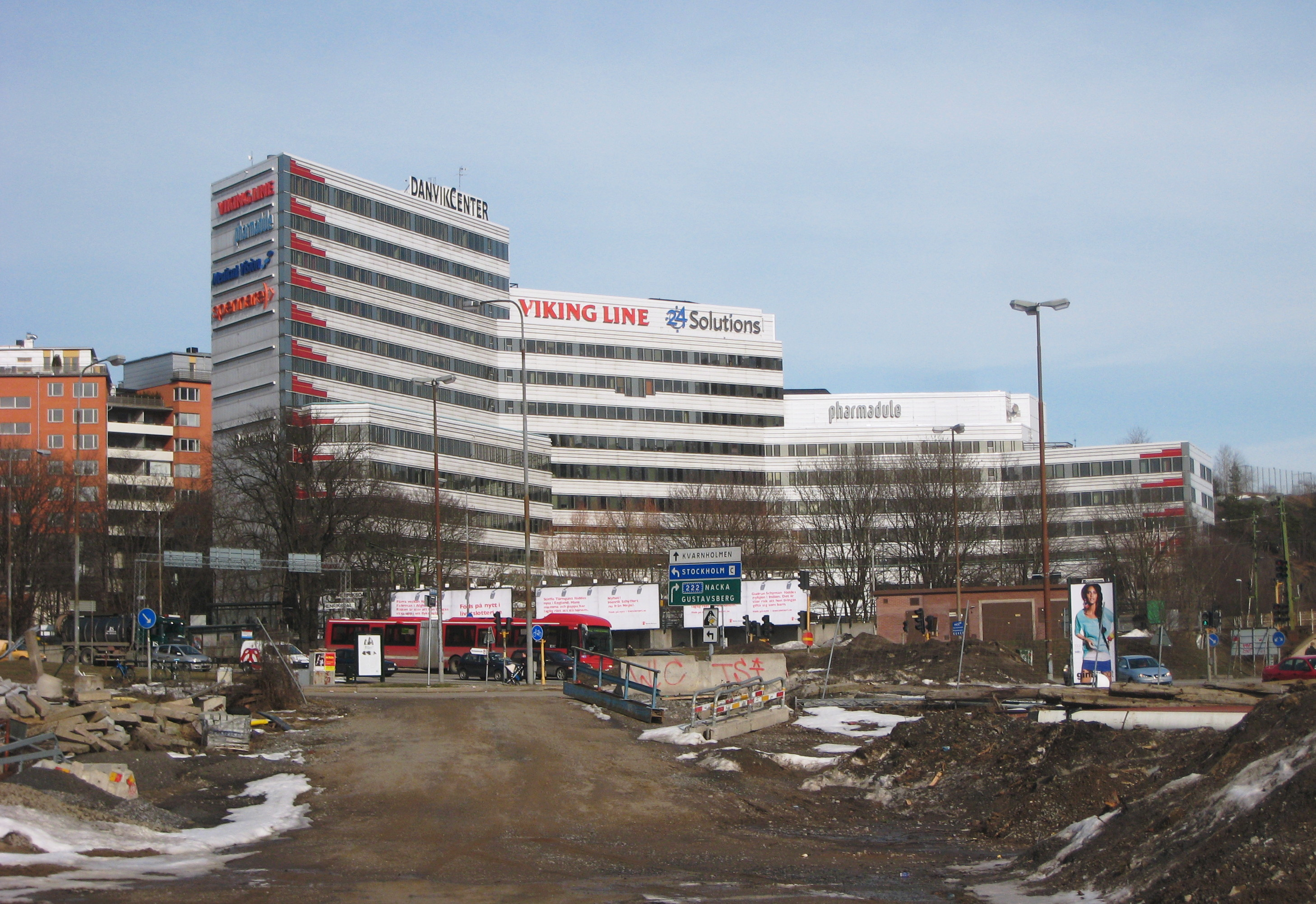
Danvikcenter (1986).

## Byggda fastigheter (urval)
- Störtloppet 3 (1951), Störtloppsvägen 13–25
- Nyboda 8 (1961), Ankdammsgatan 18–22
- Hållsätra 8 (1966), Hållsätrabacken 9–27
- Sveaorden 2 (1966), Ålgrytevägen 11–17
- Förgyllda Bägaren 8 (1969), Selmedalsvägen 40–52
- Lerhusen 14 (1991), Fatburs Kvarngata 38–44
- Rackarbergen 2 (1995), Ringvägen 44–50